# فارندون (چشر)
فارندون (به انگلیسی: Farndon) یک روستا و محله مدنی در بریتانیا است که در چشر غربی و چستر واقع شده‌است. فارندون ۱٬۶۵۳ نفر جمعیت دارد.